# Ingrid Leijendekker
Ingrid Margaretha Cornelia Leijendekker (Zaandam, 3 oktober 1975) is een voormalige Nederlands waterpolospeler.
Ingrid Leijendekker nam eenmaal deel aan de Olympische Spelen, in 2000. Ze eindigde met het Nederlands team op de vierde plaats. In de competitie kwam Leijendekker uit voor ZWV Nereus. Ze begon haar loopbaan bij Neptunus De Waterlelie, wat na de fusie met Kroosduikers, verderging als Alliance. Met Alliance pakte ze eenmaal de nationale beker, door in de finale Nereus te verslaan. Tevens speelde ze met Alliance jaren achter elkaar in de landelijke hoofdklasse.
Gillian van den Berg · 
Karla van der Boon · 
Hellen Boering · 
Daniëlle de Bruijn · 
Edmée Hiemstra · 
Karin Kuipers · 
Ingrid Leijendekker · 
Patricia Libregts · 
Mirjam Overdam · 
Heleen Peerenboom · 
Carla Quint · 
Marjan op den Velde · 
Ellen van der Weijden-Bast